# Waterbomb Festival
El Waterbomb Festival, también conocido como Water Variety Dance Music Festival, es un festival anual de música pop a gran escala, organizado por Volume Unit Entertainment y realizado por primera vez en 2015 en Seúl, Corea del Sur, para posteriormente extenderse a otras ciudades del mismo país y, a partir de 2023, también en Japón y Tailandia.
El festival ofrece una fusión de música, danza y arte, en distintos escenarios, con presentaciones de artistas nacionales e internacionales de música pop, K-Pop y música electrónica, además de vendedores de comida, fotomatones y tiendas minoristas. El evento tiene la particularidad de contar también con diversas actividades acuáticas y atracciones, como toboganes y pistolas de agua, con las que interactúan tanto asistentes como los propios artistas desde el escenario durante sus presentaciones, además de tirolesas y saltos de puenting, entre otras. También se desarrollan seminarios sobre instrucción en baile, composición de canciones e incluso maquillaje.
Como una tradición, el evento suele dividir a sus artistas en dos equipos distintos, caracterizados por colores diferentes cada uno, otorgándole al público, al momento de comprar su entrada, la posibilidad de escoger uno de los dos equipos. Esto determina luego el enfrentamiento entre público y artistas en una guerra de agua, con dispositivos de entretenimiento dispuestos para tales efectos.

## Ediciones
| Edición | Año  | Fecha                | Lugar                  | Recinto                             | Ref.   |
| ------- | ---- | -------------------- | ---------------------- | ----------------------------------- | ------ |
| 1.ª     | 2015 | 1 de agosto          | Seúl, Corea del Sur    | Jamsil Sports Complex               | [ 3 ]  |
| 2.ª     | 2016 | 30 de julio          | Seúl, Corea del Sur    | Jamsil Sports Complex               | [ 4 ]  |
| 3.ª     | 2017 | 29 de julio          | Seúl, Corea del Sur    | Jamsil Sports Complex               | [ 5 ]  |
| 4.ª     | 2018 | 20 y 21 de julio     | Seúl, Corea del Sur    | Jamsil Sports Complex               | [ 6 ]  |
| 4.ª     | 2018 | 28 de julio          | Busan, Corea del Sur   | Asiad Sub Stadium                   | [ 6 ]  |
| 5.ª     | 2019 | 13 de julio          | Busan, Corea del Sur   | Asiad Sub Stadium                   | [ 7 ]  |
| 5.ª     | 2019 | 20 y 21 de julio     | Seúl, Corea del Sur    | Jamsil Sports Complex               | [ 7 ]  |
| 5.ª     | 2019 | 10 de agosto         | Incheon, Corea del Sur | Paradise City                       | [ 8 ]  |
| 5.ª     | 2019 | 15 de agosto         | Daejeon, Corea del Sur | Hanbat Sports Complex Main Stadium  | [ 9 ]  |
| 5.ª     | 2019 | 17 de agosto         | Daegu, Corea del Sur   | Daegu Stadium                       | [ 10 ] |
| 5.ª     | 2019 | 24 de agosto         | Gwangju, Corea del Sur | Kwangju Women's University          | [ 11 ] |
| 6.ª     | 2022 | 24, 25 y 26 de junio | Seúl, Corea del Sur    | Jamsil Sports Complex               | [ 12 ] |
| 6.ª     | 2022 | 23 de julio          | Daegu, Corea del Sur   | Daegu Stadium                       | [ 13 ] |
| 6.ª     | 2022 | 30 de julio          | Busan, Corea del Sur   | Asiad Auxiliary Stadium             | [ 14 ] |
| 6.ª     | 2022 | 6 de agosto          | Incheon, Corea del Sur | Paradise City                       | [ 15 ] |
| 6.ª     | 2022 | 13 de agosto         | Suwon, Corea del Sur   | Suwon World Cup Auxiliary Stadium   | [ 16 ] |
| 7.ª     | 2023 | 13 y 14 de abril     | Bangkok, Tailandia     | Thunderdome Stadium                 | [ 17 ] |
| 7.ª     | 2023 | 23, 24 y 25 de junio | Seúl, Corea del Sur    | Jamsil Sports Complex               | [ 18 ] |
| 7.ª     | 2023 | 15 de julio          | Incheon, Corea del Sur | Songdo Moonlight Festival Park      | [ 19 ] |
| 7.ª     | 2023 | 15 y 16 de julio     | Osaka, Japón           | Maishima Sports Island (SUSPENDIDO) | [ 20 ] |
| 7.ª     | 2023 | 22 de julio          | Daegu, Corea del Sur   | Daegu Stadium                       |        |
| 7.ª     | 2023 | 22 y 23 de julio     | Nagoya, Japón          | Aishi Sky Expo                      | [ 21 ] |
| 7.ª     | 2023 | 29 de julio          | Busan, Corea del Sur   | Busan Osiria Showplex               |        |
| 7.ª     | 2023 | 29 y 30 de julio     | Tokio, Japón           | Belluna Dome                        |        |
| 7.ª     | 2023 | 5 de agosto          | Daejeon, Corea del Sur | Mokwon University Play Ground       |        |
| 7.ª     | 2023 | 12 de agosto         | Suwon, Corea del Sur   | Suwon World Cup Auxiliary Stadium   |        |
| 7.ª     | 2023 | 19 de agosto         | Sokcho, Corea del Sur  | Hanwha Resort Seorak                | [ 22 ] |
| 7.ª     | 2023 | 26 de agosto         | Jeju, Corea del Sur    | Jeju Stadium                        |        |

## Artistas destacados
Entre los artistas más destacados que se han presentado en las ediciones de Waterbomb Festival se encuentran:
| - (G)I-dle - aespa - BamBam - Bibi - Blackswan - BtoB - Breathe Carolina - Chungha | - CL - CLC - Hwasa - Hyuna - iKon - Kai - Kwon Eun-bi - Jay Park | - Jessi - Moon Bin & Sanha - Oh My Girl - StayC - Sunmi - Virtual Riot - Winner - Zico |